# Marianne Merchez
Marianne Merchez (Ukkel, 25 oktober 1960) is een Belgisch arts en voormalig astronaut van ESA.

## Biografie
Ze behaalde de doctorsgraad in de geneeskunde en is ook een professioneel piloot. Ze is houder van een Belgisch vliegbrevet van de burgerlijke vliegschool en is een voormalig co-piloot van een Boeing 737. Ze heeft doorgedreven ervaring als een consultant in menselijke factoren. Haar werkgebied omvat menselijke relaties en communicatie en ze integreert haar training in korte systematische therapie en ericksoniaanse hypnose in dagelijkse en professionele situaties.

### Astronaut
Merchez begon haar carrière als astronaut toen ze op 15 mei 1992 geselecteerd werd door ESA. Haar training begon in november 1992 in het Russische kosmonautentrainingscentrum.
Ze onderbrak haar training omwille van persoonlijke redenen in 1993 en werd vervangen door de Duitser Ulf Merbold. Hierdoor heeft ze nooit aan een ruimtemissie deelgenomen. Ze nam ontslag in 1995 waarna ze als zelfstandig arts werkt in haar eigen praktijk.

## Trivia
- Tot de vrijetijdsbezigheden van Merchez behoren wandelen, fietsen, ballet en klassieke muziek.
- Ze huwde de Italiaanse astronaut Maurizio Cheli nadat ze ontslag nam bij ESA.